# Pokémon Sole e Luna
Pokémon Sole (ポケットモンスター サン?, Poketto Monsutā San, Pocket Monsters Sun) e Pokémon Luna (ポケットモンスター ムーン?, Poketto Monsuta Mūn, Pocket Monsters Moon) sono due videogiochi di ruolo della serie Pokémon per Nintendo 3DS.
I due titoli sono stati rivelati il 27 febbraio 2016 in uno speciale Pokémon Direct indetto per celebrare il ventesimo anniversario della serie, ed introducono ai Pokémon di settima generazione. Sono stati pubblicati in Giappone, negli Stati Uniti e in Australia il 18 novembre 2016, mentre in Europa sono stati distribuiti a partire dal 23 novembre 2016. La demo del gioco è stata distribuita a partire dal 18 ottobre tramite Nintendo eShop.
I giochi sono disponibili in nove lingue, due in più rispetto ai capitoli precedenti: inglese, giapponese, francese, italiano, tedesco, coreano, spagnolo, cinese semplificato e cinese tradizionale.

## Trama
Il protagonista (che assumerà il nome scelto dal giocatore) è un ragazzo/ragazza che si è appena trasferito nella bellissima regione di Alola. in questa regione saremo guidati dal prof. Kukui che insieme al Kahuna dell'isola (l'allenatore più forte dell'isola) vi farà scegliere uno starter tra Rowlet (di tipo Erba), Litten (di tipo Fuoco) e Popplio (di tipo Acqua). Durante l'avventura, il nostro protagonista dovrà superare delle prove che consistono nello sconfiggere il Pokémon dominante del luogo e ricevere come ricompensa i cristalli Z, cioè dei cristalli che insieme al bracciale Z generano una mossa potente per ogni tipo di Pokémon.

## Modalità di gioco

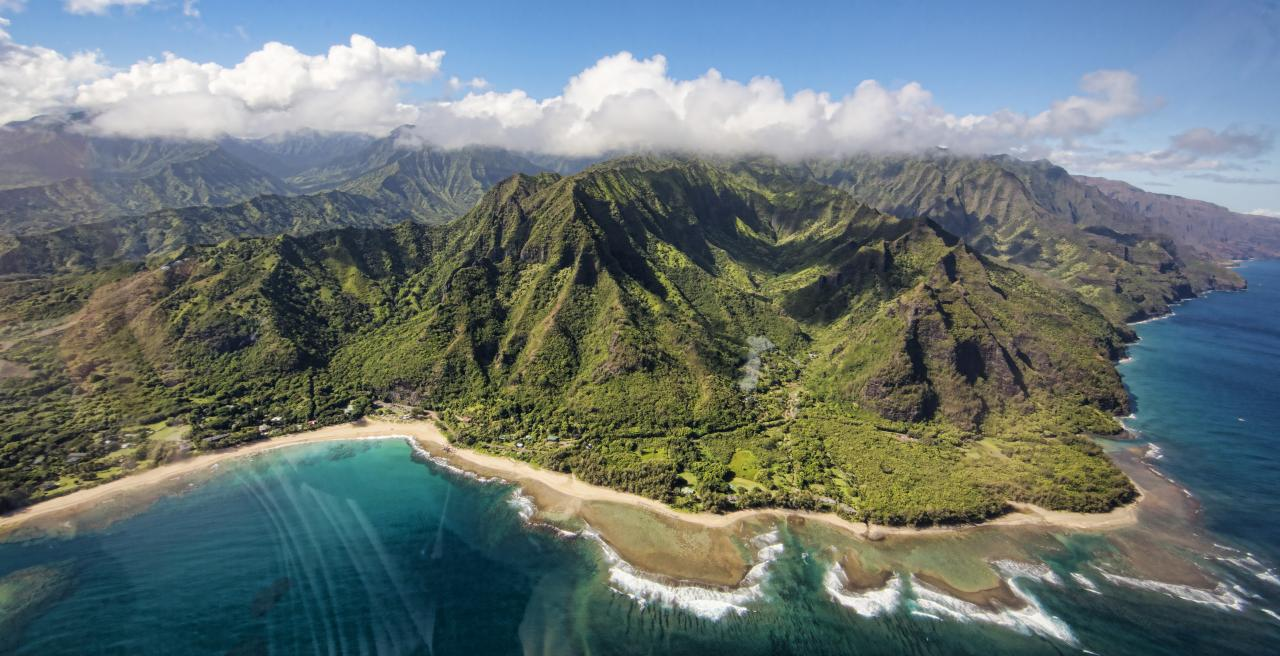
La regione di Alola è stata sviluppata basandosi sulle isole Hawaii, dove lo staff di Game Freak ha condotto ricerche per sviluppare i due titoli.

Essendo i primi titoli di settima generazione, i due giochi introducono nuovi Pokémon ed una nuova regione che prende il nome di Alola, geograficamente ispirata alle isole Hawaii. Nella regione è presente Manuel Oak, cugino del Professor Oak, esperto delle forme regionali. Sono inoltre presenti le Ultracreature e introdotte le mosse Z.
Pokémon Sole e Luna sono compatibili con la Banca Pokémon, permettendo ai giocatori di trasferire Pokémon da Pokémon Rosso, Blu e Giallo per Nintendo 3DS.  Tra le nuove funzionalità dei due videogiochi figurano l'Allenamento Pro e possibilità di organizzare Gare Private sul Pokémon Global Link.

### Pokémon esclusivi
In Pokémon Sole è possibile catturare i Pokémon Vulpix, Cottonee, Rufflet, Passimian, Turtonator, Buzzwole e Kartana, mentre in Pokémon Luna è possibile incontrare come Pokémon selvatici Sandshrew, Petilil, Vullaby, Oranguru, Drampa, Pheromosa e Celesteela. Nelle due versioni è inoltre diversa sia l'evoluzione che il metodo evolutivo di Rockruff: in Sole si evolverà nella Forma Giorno di Lycanroc durante le ore diurne, mentre in Luna sarà possibile evolverlo nella Forma Notte durante le ore notturne. Analogo discorso per il Pokémon Cosmoem che si evolve nei Pokémon leggendari Solgaleo e Lunala in base al videogioco.

## Sviluppo
Il game director Shigeru Ohmori ha affermato che la scelta di "Sole e Luna" come titolo è stata ispirata dalla metafora dei due corpi celesti per le relazioni umane. Le Hawaii sono state successivamente scelte come base per la regione del gioco, grazie alle loro notti limpide e al sole abbondante. Lo sviluppo dei giochi è iniziato subito dopo il completamento di Pokémon Rubino Omega e Zaffiro Alpha. Poiché i giochi dovevano essere pubblicati nel 20º anniversario del franchise, essi vennero sviluppati relativamente da zero subendo modifiche più radicali rispetto ai loro predecessori. Successivamente Ohmori ha dichiarato che i giochi intendevano porre maggiore enfasi sui Pokémon e sulla natura dei giochi, oltre che alle interazioni del giocatore con essi.
Il primo Pokémon della settima generazione ad essere progettato è stato Jangmo-o. I Pokémon di Rosso e Blu sono stati gli unici a ricevere delle forme Alola, in quanto sarebbero stati particolarmente apprezzati dai giocatori di lunga data e in quanto i Pokémon più vecchi risultavano più riconoscibili.
Nonostante i successi di Pokémon Go, gli sviluppatori dichiarato che non ha influenzato lo sviluppo di Sole e Luna, sebbene stessero lavorando per sviluppare l'interattività tra l'app e la serie principale. Ohmori ha aggiunto che durante lo sviluppo di Sole e Luna gli sviluppatori avevano "completamente ridisegnato il sistema, finendo per spingere il 3DS ancora più in là, a quello che [loro] pensavano fosse il massimo [che] potevano trarne." Con un team di circa 120 persone, i giochi hanno impiegato circa tre anni per svilupparsi, il che è paragonabile ad altri giochi di nuova generazione. Successivamente, Kazumasa Iwao, responsabile del sistema di combattimento in Sole e Luna, venne scelto come direttore di Ultrasole e Ultraluna.

### Musica
Secondo il compositore Jun'ichi Masuda, che ha co-prodotto il gioco, le colonne sonore usate in Sun and Moon erano basate su stili musicali tradizionali hawaiani. Tuttavia, sebbene utilizzi i loro ritmi fondamentali, la musica di Alola impiega melodie "completamente diverse" pur richiamando l'atmosfera di un'isola tropicale. Il 30 novembre 2016 il Super Music Complete di Pokémon Sole e Luna per Nintendo 3DS. una colonna sonora di quattro dischi contenente 169 canzoni, 160 dei giochi e 9 tracce speciali, è stata rilasciata in Giappone. La versione internazionale, nota come Pokémon Sole e Pokémon Luna: Super Music Collection, è stata rilasciata su iTunes nella stessa data.

## Accoglienza
Il 28 ottobre 2016, circa tre settimane prima della pubblicazione dei due giochi, Nintendo ha annunciato che Pokémon Sole e Luna sono i due giochi più preordinati della serie e nella storia della compagnia, inoltre la demo giocabile è risultata la versione di prova più scaricata di sempre dal Nintendo eShop. A poche ore di distanza dal lancio in Giappone dei due videogiochi, Nintendo e The Pokémon Company hanno confermato che, con 10 milioni di copie vendute, i due titoli hanno stabilito un record di vendite iniziali per la console Nintendo 3DS. Al 31 marzo 2021 le vendite complessive hanno totalizzato 16,25 milioni di unità.
Pokémon Sole e Luna hanno ricevuto un punteggio pari a 86/100 sul sito Metacritic, sulla base di 31 recensioni indicate come "generalmente positive". Una recensione del sito IGN ha attribuito alla coppia di giochi un voto pari a 9/10, affermando che i giochi "hanno visto un cambio della formula [di gioco] per creare un'avventura avvincente, rendendo [i giochi] migliori dei propri predecessori". Nintendo Life ha definito i due titoli come i migliori mai prodotti della serie Pokémon.

## Sviluppi
Nel giugno 2017 sono stati annunciati i videogiochi Pokémon Ultrasole e Pokémon Ultraluna che riprendono la storia e le località dei due titoli ambientati nella regione di Alola.